# Aporophyla chioleuca
Aporophyla chioleuca là một loài bướm đêm trong họ Noctuidae.